# Princeton (Iowa)
Princeton és una població dels Estats Units a l'estat d'Iowa. Segons el cens del 2000 tenia 946 habitants.

## Demografia
Segons el cens del 2000, Princeton tenia 946 habitants, 362 habitatges, i 264 famílies. La densitat de població era de 143,2 habitants/km².
Dels 362 habitatges en un 39% hi vivien nens de menys de 18 anys, en un 59,4% hi vivien parelles casades, en un 8,6% dones solteres, i en un 26,8% no eren unitats familiars. En el 23,2% dels habitatges hi vivien persones soles el 10,5% de les quals corresponia a persones de 65 anys o més que vivien soles. El nombre mitjà de persones vivint en cada habitatge era de 2,61 i el nombre mitjà de persones que vivien en cada família era de 3,05.
Per edats la població es repartia de la següent manera: un 29,4% tenia menys de 18 anys, un 5,6% entre 18 i 24, un 31,7% entre 25 i 44, un 23% de 45 a 60 i un 10,3% 65 anys o més.
L'edat mediana era de 37 anys. Per cada 100 dones de 18 o més anys hi havia 106,2 homes.
La renda mediana per habitatge era de 44.833 $ i la renda mediana per família de 53.182 $. Els homes tenien una renda mediana de 38.289 $ mentre que les dones 21.923 $. La renda per capita de la població era de 18.678 $. Entorn del 5,6% de les famílies i el 6% de la població estaven per davall del llindar de pobresa.

## Poblacions més properes
El següent diagrama mostra les poblacions més properes.